# Acerocephala atroviolacea
Acerocephala atroviolacea är en stekelart som först beskrevs av Crawford 1913.  Acerocephala atroviolacea ingår i släktet Acerocephala och familjen puppglanssteklar. Inga underarter finns listade i Catalogue of Life.